# Eugen Hermann Noky
Eugen Hermann Noky (ur. 1904, zm. 19 września 1947 w Landsberg am Lech) – zbrodniarz nazistowski, członek załogi niemieckiego obozu koncentracyjnego Mauthausen-Gusen i SS-Oberscharführer.
Z zawodu malarz. Członek NSDAP, SS i Waffen-SS. W czasie II wojny światowej pełnił służbę jako strażnik w Peggau, podobozie KL Mauthausen. Podczas ewakuacji tego obozu w początkach kwietnia 1945 zamordował pięciu więźniów niezdolnych do marszu.
Noky został osądzony przez amerykański Trybunał Wojskowy w Dachau 24 kwietnia 1947. Skazano go na karę śmierci przez powieszenie, którą wykonano w więzieniu Landsberg we wrześniu 1947.